# Phytoliriomyza dimidiatipennis
Phytoliriomyza dimidiatipennis este o specie de muște din genul Phytoliriomyza, familia Agromyzidae, descrisă de Garg în anul 1971. Conform Catalogue of Life specia Phytoliriomyza dimidiatipennis nu are subspecii cunoscute.